# おおかみ座ベータ星
おおかみ座β星は、おおかみ座の恒星で3等星。

## 特徴
この星は、周期5.57時間をはじめとする複数の周期を持つケフェウス座β型変光星である。直に赤色超巨星に進化すると考えられ、その後は超新星となるが、ネオンを含む質量の大きい白色矮星になる可能性もある。太陽に比べ金属量が少ない。
おおかみ座の他の輝星同様に『Upper Centaurus Lupus OB association』に属しており、これらは同じ場所で同じ時期に誕生したと考えられている。